# ТЭМ5X

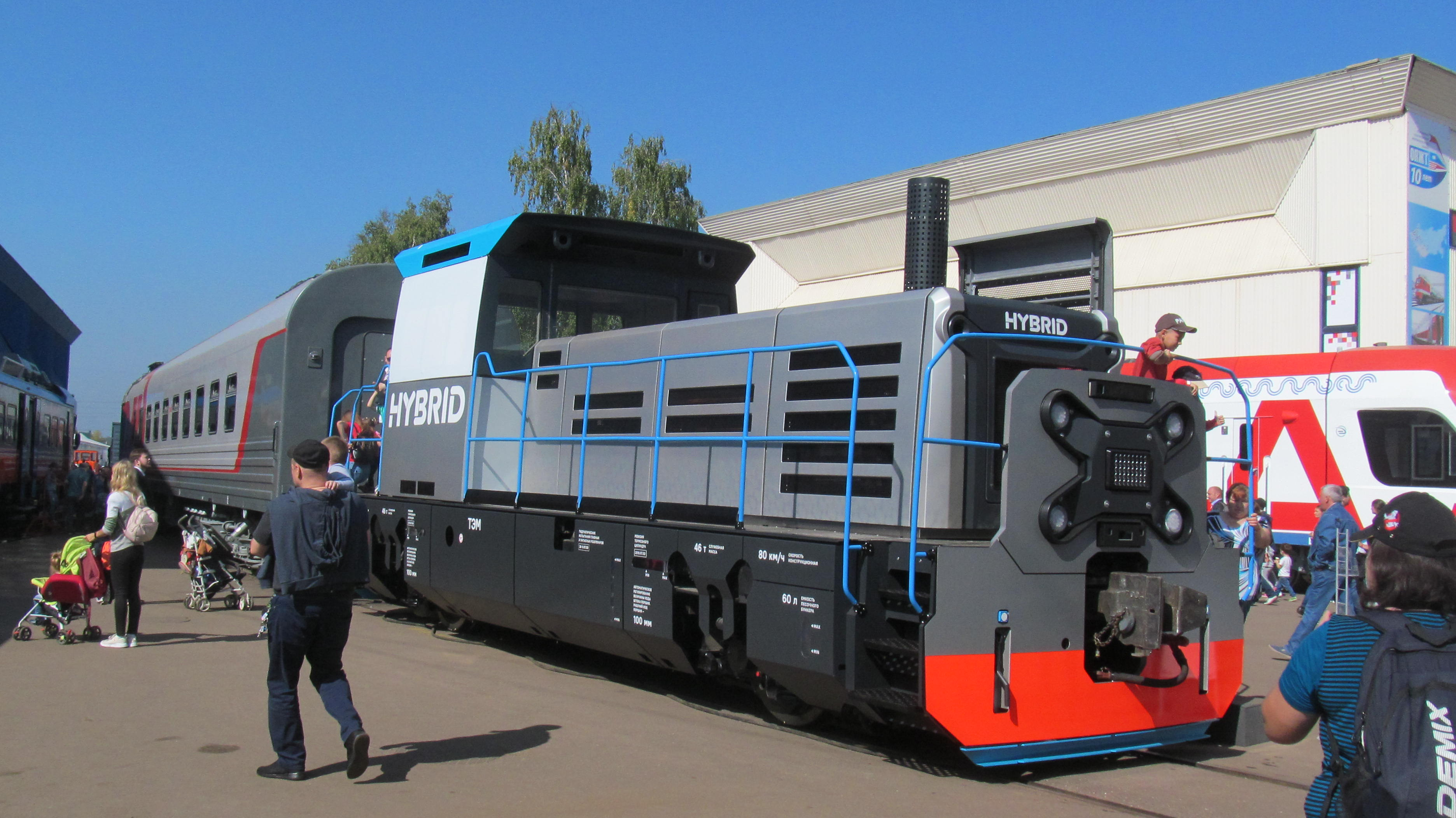
Локомотив-концепт ТЭМ5X, он же ТЭМ31Г «HYBRID», на выставке PRO//Движение.Экспо

ТЭМ5X (читать тэм-пять-икс) — тепловоз с электрической передачей маневровый, тип 5X; общее обозначение семейства проектируемых унифицированных маневровых локомотивов АО «Трансмашхолдинг» пятидесятых типов (где буква X заменяется отдельной цифрой для каждого типа).

## История создания
В августе 2019 года на выставке PRO//Движение.Экспо был представлен локомотив-концепт ТЭМ5X, с гибридной силовой установкой. Презентация проводилась АО «Трансмашхолдинг», на некоторых штендерах упомянутый снова как ТЭМ31Г «HYBRID».
Представляет собой двухосный гибридный тепловоз для маневрово-вывозных работ на предприятиях и комплексах вокзального типа, в том числе закрытых, а также для обслуживания промышленной инфраструктуры.
В этом проекте решено использовать аккумуляторы меньшей ёмкости и менее мощный, по сравнению с магистральными тепловозами, дизельный двигатель.
Локомотив снабжён дизель-генераторной установкой с высокооборотным двигателем мощностью всего 200 кВт. За счёт быстрозаряжаемой литий-ионной батареи, мощность которой в определённый момент сможет дополнять мощность дизельного двигателя, можно получить необходимые тяговые характеристики при более высоком уровне экологичности. Обслуживание такой техники многими предприятиями уже освоено на уровне автомобильного парка. Наличие бортовых аккумуляторных батарей должно позволить экономить значительные ресурсы на жизненном цикле машины. По предварительным оценкам, ТЭМ5Х позволит сократить эксплуатационный расход топлива на 30% по сравнению с тепловозами с большим количеством осей.
Эта машина, за счёт быстрой замены соответствующих модулей, помимо гибридного локомотива может стать аккумуляторным электровозом или двухдизельным тепловозом. Модульная схема позволяет не только изменять конфигурацию локомотива, но и при необходимости оперативно менять неисправный модуль.
Локомотив планируется запустить в серию в 2021 году.

## Технические характеристики
Основные параметры семейства тепловозов:
- масса — 46 т;
- размеры:
  - габарит по ГОСТ 9238 — 02-ВМ;
  - длина по осям автосцепок — 11 000 мм;
  - ширина — 3000 мм;
  - высота — 4120 мм;
  - ширина колеи — 1520 мм;
- осевая формула — 20[к 1];
- нагрузка на ось — 23 тс;
- номинальная мощность:
  - по дизелю — 200 кВт (268 л.с.);
  - по накопителям — 240 кВт (326 л.с.);
- сила тяги:
  - максимальная — 13,0 тс;
  - длительного режима — 12,6 тс;
- скорость:
  - конструкционная — 80 км/ч;
  - минимальная (длительного режима) — 9 км/ч;
- запас топлива — 1000 кг;
- запас песка — 400 кг;
- тормозной путь при экстренном торможении (не более) — 580 м;
- минимальный радиус проходимых кривых — 40 м.